# Gouvernement González IV
 (janvier 2023).
Si vous disposez d'ouvrages ou d'articles de référence ou si vous connaissez des sites web de qualité traitant du thème abordé ici, merci de compléter l'article en donnant les références utiles à sa vérifiabilité et en les liant à la section « Notes et références ».
Royaume d'Espagne
González III Aznar I
Le gouvernement González IV (en espagnol : Cuarto Gobierno González) est le gouvernement du royaume d'Espagne entre le 14 juillet 1993 et le 6 mai 1996, durant la cinquième législature des Cortes Generales.

## Historique du mandat
Dirigé par le président du gouvernement socialiste sortant Felipe González, ce gouvernement est constitué par le Parti socialiste ouvrier espagnol (PSOE) et le Parti des socialistes de Catalogne (PSC). Ensemble, ils disposent de 159 députés sur 350, soit 45,4 % des sièges du Congrès des députés, et 117 sénateurs sur 256, soit 45,7 % des sièges du Sénat. Il bénéficie du soutien sans participation de Convergence et Union (CiU) et du Parti nationaliste basque (EAJ/PNV). Ensemble, ils disposent de 22 députés sur 350, soit 6,3 % des sièges du Congrès des députés, et 20 sénateurs, soit 7,8 % des sièges du Sénat.
Il est formé à la suite des élections générales anticipées du 6 juin 1993.
Il succède donc au gouvernement González III, également constitué et soutenu par le PSOE et le PSC.

### Formation
Au cours de ce scrutin, les socialistes, au pouvoir depuis décembre 1982, gagnent 1 034 500 voix, mais perdent 16 députés et 11 sénateurs élus directement, se trouvant ainsi privés de la majorité absolue dans les deux chambres des Cortes Generales. Ce paradoxe s'explique par le score du Parti populaire (PP), qui gagne 2 915 500 suffrages favorables, progressant donc de 34 députés et 16 sénateurs. Par ailleurs, le Centre démocratique et social (CDS) disparaît du paysage parlementaire après avoir abandonné 1 203 000 voix par rapport à octobre 1989. Enfin, en gagnant 395 200 suffrages et un siège de député, la Gauche unie (IU) confirme sa place de troisième force politique du pays.
Le 9 juillet, González est investi par 181 voix pour, 165 contre et une abstention, ayant bénéficié du soutien de CiU et de l'EAJ/PNV. Il constitue alors un exécutif de 17 membres, dont trois femmes et six indépendants. Le ministère des Relations avec les Cortes disparaît au profit de la recréation du ministère de la Présidence, tandis que le ministère du Commerce et du Tourisme est restauré par division du ministère de l'Industrie. En outre, le ministère des Travaux publics, déjà compétent dans le domaine, se voit adjoindre l'Environnement à sa dénomination.

### Évolution
Les élections municipales et autonomiques du 28 mai 1995 sont un coup sévère pour les socialistes, qui perdent le pouvoir en Aragon, dans les Asturies, La Rioja, la Communauté de Madrid, en Région de Murcie et en Communauté valencienne.
González procède à un ajustement ministériel le 2 juillet 1995. Du fait d'un scandale d'écoutes illégales pratiquées par les services secrets, le vice-président du gouvernement Narcís Serra et le ministre de la Défense Julián García Vargas remettent leur démission. Les mutations de ministres permettent l'entrée au gouvernement de Joan Lerma, désormais ancien président de la Généralité valencienne.

### Succession
Aux élections parlementaires anticipées du 3 mars 1996, le Parti populaire parvient à devancer les socialistes, mais ne remporte qu'une majorité relative. Le PP négocie pendant deux mois avec CiU et le PNV. Ayant obtenu leur soutien, José María Aznar peut constituer son premier gouvernement.

## Composition

### Initiale (14 juillet 1993)
- Les nouveaux ministres sont indiqués en gras, ceux ayant changé d'attribution en italique.

| Portefeuille                                                       | Titulaires | Titulaires                                                                | Parti |
| ------------------------------------------------------------------ | ---------- | ------------------------------------------------------------------------- | ----- |
| Président du gouvernement                                          |            | Felipe González Márquez                                                   | PSOE  |
| Vice-président du gouvernement                                     |            | Narcís Serra i Serra                                                      | PSC   |
| Ministre des Affaires étrangères                                   |            | Francisco Javier Solana Madariaga                                         | PSOE  |
| Ministre de la Justice                                             |            | Juan Alberto Belloch Julbe                                                | Sans  |
| Ministre de la Défense                                             |            | Juan Julián García Vargas                                                 | PSOE  |
| Ministre de l'Économie et des Finances                             |            | Pedro Solbes Mira                                                         | Sans  |
| Ministre de l'Intérieur                                            |            | José Luis Corcuera Cuesta (jusqu'au 24/11/1993) Antoni Asunción Hernández | PSOE  |
| Ministre des Travaux publics, des Transports et de l'Environnement |            | Josep Borrell i Fontelles                                                 | PSOE  |
| Ministre de l'Éducation et de la Science                           |            | Gustavo Suárez Pertierra                                                  | PSOE  |
| Ministre du Travail et de la Sécurité sociale                      |            | José Antonio Griñán Martínez                                              | PSOE  |
| Ministre de l'Industrie et de l'Énergie                            |            | Juan Manuel Eguiagaray Ucelay                                             | PSOE  |
| Ministre de l'Agriculture, de la Pêche et de l'Alimentation        |            | Vicente Albero Silla                                                      | PSOE  |
| Ministre de la Présidence Porte-parole du gouvernement             |            | Alfredo Pérez Rubalcaba                                                   | PSOE  |
| Ministre des Administrations publiques                             |            | Jerónimo Saavedra Acevedo                                                 | PSOE  |
| Ministre de la Culture                                             |            | Carmen Alborch Bataller                                                   | Sans  |
| Ministre de la Santé et de la Consommation                         |            | María Ángeles Amador Millán                                               | Sans  |
| Ministre des Affaires sociales                                     |            | María Cristina Alberdi Alonso                                             | Sans  |
| Ministre du Commerce et du Tourisme                                |            | Francisco Javier Gómez-Navarro Navarrete                                  | Sans  |

### Remaniement du5 mai 1994
- Les nouveaux ministres sont indiqués en gras, ceux ayant changé d'attribution en italique.

| Portefeuille                                                       | Titulaires | Titulaires                               | Parti |
| ------------------------------------------------------------------ | ---------- | ---------------------------------------- | ----- |
| Président du gouvernement                                          |            | Felipe González Márquez                  | PSOE  |
| Vice-président du gouvernement                                     |            | Narcís Serra i Serra                     | PSC   |
| Ministre des Affaires étrangères                                   |            | Francisco Javier Solana Madariaga        | PSOE  |
| Ministre de la Justice et de l'Intérieur                           |            | Juan Alberto Belloch Julbe               | Sans  |
| Ministre de la Défense                                             |            | Juan Julián García Vargas                | PSOE  |
| Ministre de l'Économie et des Finances                             |            | Pedro Solbes Mira                        | Sans  |
| Ministre des Travaux publics, des Transports et de l'Environnement |            | Josep Borrell i Fontelles                | PSOE  |
| Ministre de l'Éducation et de la Science                           |            | Gustavo Suárez Pertierra                 | PSOE  |
| Ministre du Travail et de la Sécurité sociale                      |            | José Antonio Griñán Martínez             | PSOE  |
| Ministre de l'Industrie et de l'Énergie                            |            | Juan Manuel Eguiagaray Ucelay            | PSOE  |
| Ministre de l'Agriculture, de la Pêche et de l'Alimentation        |            | Luis María Atienza Serna                 | PSOE  |
| Ministre de la Présidence Porte-parole du gouvernement             |            | Alfredo Pérez Rubalcaba                  | PSOE  |
| Ministre des Administrations publiques                             |            | Jerónimo Saavedra Acevedo                | PSOE  |
| Ministre de la Culture                                             |            | Carmen Alborch Bataller                  | Sans  |
| Ministre de la Santé et de la Consommation                         |            | María Ángeles Amador Millán              | Sans  |
| Ministre des Affaires sociales                                     |            | María Cristina Alberdi Alonso            | Sans  |
| Ministre du Commerce et du Tourisme                                |            | Francisco Javier Gómez-Navarro Navarrete | Sans  |

### Remaniement du3 juillet 1995
- Les nouveaux ministres sont indiqués en gras, ceux ayant changé d'attribution en italique.

| Portefeuille                                                       | Titulaires | Titulaires                                                                         | Parti |
| ------------------------------------------------------------------ | ---------- | ---------------------------------------------------------------------------------- | ----- |
| Président du gouvernement                                          |            | Felipe González Márquez                                                            | PSOE  |
| Ministre des Affaires étrangères                                   |            | Francisco Javier Solana Madariaga (jusqu'au 18/12/1995) Carlos Westendorp y Cabeza | PSOE  |
| Ministre de la Justice et de l'Intérieur                           |            | Juan Alberto Belloch Julbe                                                         | Sans  |
| Ministre de la Défense                                             |            | Gustavo Suárez Pertierra                                                           | PSOE  |
| Ministre de l'Économie et des Finances                             |            | Pedro Solbes Mira                                                                  | Sans  |
| Ministre des Travaux publics, des Transports et de l'Environnement |            | Josep Borrell i Fontelles                                                          | PSOE  |
| Ministre de l'Éducation et de la Science                           |            | Jerónimo Saavedra Acevedo                                                          | PSOE  |
| Ministre du Travail et de la Sécurité sociale                      |            | José Antonio Griñán Martínez                                                       | PSOE  |
| Ministre de l'Industrie et de l'Énergie                            |            | Juan Manuel Eguiagaray Ucelay                                                      | PSOE  |
| Ministre de l'Agriculture, de la Pêche et de l'Alimentation        |            | Luis María Atienza Serna                                                           | PSOE  |
| Ministre de la Présidence Porte-parole du gouvernement             |            | Alfredo Pérez Rubalcaba                                                            | PSOE  |
| Ministre des Administrations publiques                             |            | Joan Francesc Lerma i Blasco                                                       | PSOE  |
| Ministre de la Culture                                             |            | Carmen Alborch Bataller                                                            | Sans  |
| Ministre de la Santé et de la Consommation                         |            | María Ángeles Amador Millán                                                        | Sans  |
| Ministre des Affaires sociales                                     |            | María Cristina Alberdi Alonso                                                      | PSOE  |
| Ministre du Commerce et du Tourisme                                |            | Francisco Javier Gómez-Navarro Navarrete                                           | Sans  |